# Selwyn Sese Ala
Selwyn Sese Ala (* 14. August 1986; † 9. November 2015) war ein vanuatuischer Fußballspieler.

## Sportlicher Werdegang
Ala begann seine Karriere beim Amicale FC, mit dem er mehrfach vanuatuischer Landesmeister wurde. Mit dem Klub stand der Abwehrspieler im Endspiel um die OFC Champions League 2010/11, Hin- und Rückspiel gingen jedoch gegen den neuseeländischen Vertreter Auckland City FC verloren. Nach dem erneuten Gewinn der Meisterschaft 2012 wechselte er innerhalb Vanuatus zum Tafea FC für welchen er bis Sommer 2014 auflief. Sein letzter Wechsel war dann erneut innerhalb seines Landes zum Spirit 08 FC.
Ala spielte ab 2011 für die vanuatuische Nationalmannschaft. Ein Jahr nach seinem Debüt gehörte er zum Aufgebot für die Ozeanienmeisterschaft 2012.